# Кислица красная
Кислица красная (лат. Oxalis rubra) — многолетнее травянистое растение, вид рода Кислица (Oxalis) семейства Кисличные (Oxalidaceae). 
Ряд авторов относят данный вид к синонимам вида Oxalis articulata Savigny (Кислица членистая), или рассматривают его как подвид кислицы членистой — Oxalis articulata subsp. rubra (St.Hil.) Lourteig.

## Распространение и местообитание
Произрастает в новом свете, встречается на территории Аргентины, Бразилии и Уругвая. 
Широко культивируется как декоративное растение, и иногда его можно встретить в дикой природе в качестве побега из сада. 

## Ботаническое описание
Кислица красная — многолетнее травянистое растение, растущее из древесного корневища. Как правило, стебля нет, листья вырастают на длинных черешках с уровня земли. Каждый лист состоит из трёх листочков, которые могут различаться по форме, но часто имеют форму сердца. Соцветие представляет собой рыхлый массив белых или пурпурно-розовых цветов. Иногда считается подвидом Oxalis articulata.

## Таксономия
Oxalis rubra A.St.-Hil. Flora Brasiliae Meridionalis (quarto ed.) 1(4): 124–125 Архивная копия от 7 декабря 2019 на Wayback Machine. 1825.
Вид кислица красная был описан французским путешественником и ботаником Огюстеном де Сент-Илер. Видовой эпитет — от латинского слова rubr, означающего «красный», относящийся к расцветке цветков, хотя цветы ближе к розовому, чем к красному.